# Onne Hazekamp
Onne Jans Hazekamp (Eenrum, gedoopt 23 augustus 1764 - aldaar, 25 mei 1813) was een Nederlands bestuurder. Hij was tussen 1812 en zijn overlijden in 1813 de tweede burgemeester van Eenrum. Alvorens Hazekamp burgemeester werd was hij werkzaam als landbouwer en was namens de Hervormde gemeente Eenrum kerkvoogd van 70 juk landbouwgrond (ongeveer 35 hectare). Na een ziekbed van een half jaar overleed Hazekamp op 48-jarige leeftijd en werd hij als burgemeester opgevolgd door zijn twee jaar jongere broer Jannes.  